# ترميم المنطقة الضفية

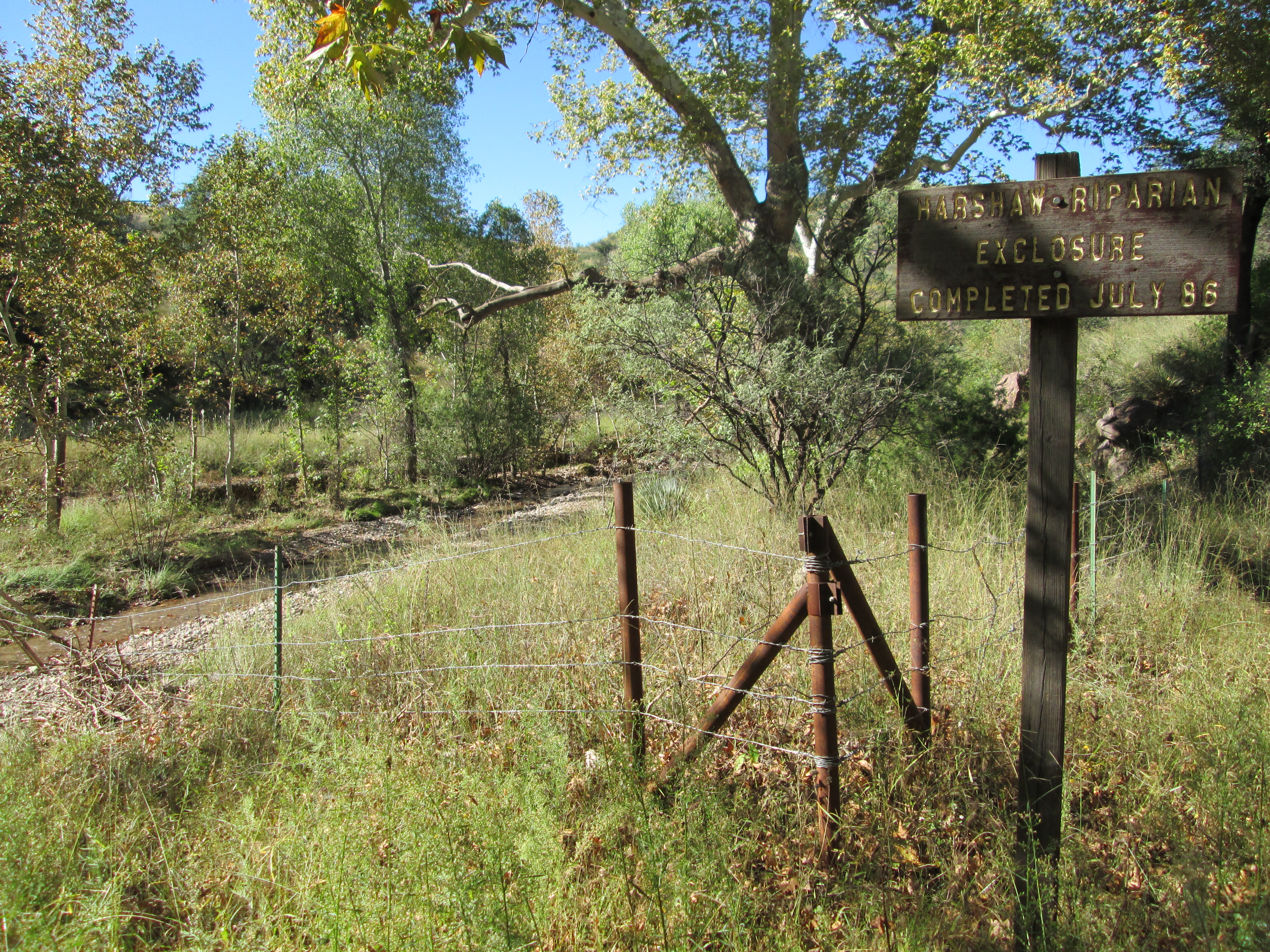

ترميم المنطقة الضفية أو الشاطئية، هو ترميم بيئي للمواطن الواقعة على ضفاف الجداول والأنهار والينابيع والبحيرات والسهول الفيضية وغيرها من البيئات المائية. تعتبر المنطقة الضفية أو النطاق الضفي حلقة وصل بين الأرض والنهر أو التيار. تصنف إحدى المناطق الإحيائية الخمسة عشر للأرض بالضفية، إذ تسمى مواطن المجتمعات النباتية والحيوانية الواقعة على امتداد الحواف وضفاف الأنهار بالكساء النباتي الضفي، الذي يتسم بوجود النباتات والحيوانات المائية التي تفضله. تعتبر المنطقة الضفية ذات أهمية كبيرة في علم البيئة والإدارة البيئية والهندسة المدنية، وذلك لدورها في حفظ التربة، وتنوعها الحيوي في مواطنها، وتأثيرها على الكائنات الحيوانية والنظم البيئية المائية كالأراضي العشبية والمناطق الحرجية والأراضي الرطبة والسمات الجوفية مثل مناسيب المياه الجوفية. تستخدم مصطلحات المناطق الحرجية الضفية والغابات الضفية والمناطق الفاصلة الضفية أو الشريط الضفي لتوصيف منطقة الضفة في بعض المناطق.
لقد نشأت الحاجة المتصورة لترميم المنطقة الضفية بعد تغير هذه المناطق أو تدهورها في معظم أنحاء العالم، وذلك بسبب الأنشطة البشرية التي تؤثر على القوى الطبيعية الجيولوجية. أدى كل من التنوع الحيوي الفريد في النظم البيئية الضفية والمنافع المحتملة للكساء النباتي الطبيعي الضفي، التي تساهم في منع التعرية والحفاظ على جودة المياه المتراوحة بين الجيدة والصحية تمامًا إضافة إلى توفير ممرات المواطن والحياة البرية والحفاظ على صحة الكائنات الحية في مجاري الأنهار (الكائنات الحية المائية)، وازدياد أنشطة الترميم المستهدفة للنظم البيئية في العقود القليلة الماضية. عادة ما تسير جهود الترميم بواسطة فهم بيئي لعمليات المنطقة الضفية إلى جانب معرفة أسباب التدهور. غالبًا ما ترتبط عمليات الترميم هذه مع مشاريع أخرى لترميم التيار.

## أسباب تدهور المنطقة الضفية
تنقسم أسباب اضطراب المنطقة الضفية إلى فئتين رئيسيتين، التعديلات الهيدرولوجية التي تؤثر بشكل مباشر على المجتمعات الضفية من خلال التغييرات في بنية المجرى والعمليات الهيدرولوجية، وتغييرات المواطن التي تؤدي إلى تعديل مباشر للمجتمعات الضفية من خلال تمهيد أو اضطراب الأراضي.

### التعديلات الهيدرولوجية

#### السدود والتحويلات
لعل السبب الأساسي لبناء السدود هو تخزين المياه للاستخدام البشري وتوليد الطاقة الكهرومائية و/أو التحكم في الفيضانات. قد يتسبب غمر الخزانات المنشأة حديثًا للمواطن الضفية في تدمير النظم البيئية الطبيعية الضفية عند منبع السد. يمكن أن تساهم السدود أيضًا في تغييرات جوهرية داخل المجتمعات الضفية الواقعة عند مصب السدود، وذلك من خلال تغيير حجم وتواتر وتوقيت حوادث الفيضانات، وتقليل كمية الرواسب والعناصر الغذائية الموجهة من منبع السد. يتسبب تحويل المياه من قنوات المجرى، بهدف الاستخدام الزراعي والصناعي والبشري، إلى تقليل حجم المياه المتدفقة نحو مصب السد، الأمر الذي قد يتسبب في تأثيرات مماثلة.

### تغييرات الموطن

#### تمهيد الأراضي
أزيل الكساء النباتي في المناطق الضفية بشكل كامل في العديد من الأماكن حول العالم، إذ قام البشر بتمهيد الأراضي بهدف زراعة المحاصيل والأخشاب وتنمية الأراضي لأغراض تجارية أو سكنية. يزيد إزالة الكساء النباتي في المناطق الضفية من قابلية الانجراف على ضفاف الأنهار، إضافة إلى تسريع معدل هجرة القنوات النهرية (إلا إذا خططت الضفاف باستخدام دكة حجارة، أو جدران استنادية أو خرسانة). علاوة على ذلك، يتسبب إزالة الكساء النباتي الضفي في تجزئة ما تبقى من النظام البيئي الضفي، الذي يمكن أن يمنع أو يعرقل تفريق الأنواع في بقع المواطن. يمكن لهذا الأمر أن يحد من تنوع النباتات الضفية، ويقلل من وفرة وتنوع الطيور المهاجرة أو الأنواع الأخرى المعتمدة على المواطن الكبيرة وغير المضطربة. تتسبب التجزئة أيضًا في منع التدفق الجيني بين البقع الضفية المعزولة، ما يقلل من التنوع الجيني.

## الأساليب
غالبًا ما تلعب أسباب التدهور دورًا في الطرق المستخدمة لترميم مناطق الضفة. هناك طريقتان رئيسيتان لترميم مناطق الضفة، ترميم العمليات الهيدرولوجية والسمات الجيومورفولوجية، أو استعادة الكساء النباتي الأصلي الضفي.

### ترميم العمليات الهيدرولوجية والسمات الجيومورفولوجية
قد يكون الحل الأفضل والأكثر فعالية لترميم النظم البيئية الضفية عند تأثير أنظمة التدفق المتغيرة عليها هو إعادة تهيئة التدفق الطبيعي. قد تتطلب استعادة الظروف التاريخية إزالة كاملة للسدود وهياكل تغيير التدفق، لكن هذا الحل لا يكون واقعيًا أو مجديًا دائمًا. يمكن استبدال إزالة السد بمحاكاة مسارب الفيضانات الدورية المتوافقة مع الحجم والتوقيت التاريخي من خلال إطلاق كميات كبيرة من المياه دفعة واحدة بدلًا من الإبقاء على التدفقات المنتظمة على مدار العام. يسمح هذا الأمر بحدوث الفيضانات التي تعتبر أمرًا ضروريًا للحفاظ على صحة العديد من النظم البيئية الضفية. وعلى الرغم من ذلك، هناك قيود لوجستية مفروضة على ترميم نظام التدفق الطبيعي أيضًا، وذلك لأن الحقوق المائية المعتمدة قانونيًا لا تشمل الحفاظ على هذه العوامل ذات الأهمية البيئية. قد يساعد تخفيف ضخ المياه الجوفية في ترميم النظم البيئية الضفية أيضًا، وذلك من خلال إعادة تهيئة مستويات المياه الجوفية التي تستخدم لصالح الكساء النباتي الضفي. ومع ذلك، قد يتعرقل الأمر بسبب عدم تضمن لوائح سحب المياه الجوفية لأحكام تهدف إلى حماية المناطق الضفية.

### استعادة الكساء النباتي الضفي
تعتبر إعادة إنبات المناطق الضفية المتدهورة ممارسة شائعة في مجال ترميم هذه المناطق. يعاد إنبات المناطق الضفية من خلال وسائل نشطة أو غير نشطة أو مزيج من الاثنين معًا.

### استعادة الحياة الحيوانية
غالبًا ما تركز عملية الاستعادة على إعادة تأسيس مجتمعات النباتات، وذلك لأن النباتات تشكل الأساس للكائنات الحية الأخرى في المجتمع. غالبًا ما يترتب على استعادة مجتمعات الكائنات الحيوانية فرضية «مجال الأحلام» التي تقول «إن قمت ببنائها، فستأتي». تبين أن العديد من الأنواع الحيوانية تعيد استعمار المواطن المستعادة بشكل طبيعي. على سبيل المثال، أبدى العديد من أنواع الطيور المختلفة زيادة ملحوظة بعد إعادة هيكلة الكساء النباتي الضفي في الممر الضفي في ولاية أيوا. قد تهدف بعض الجهود الموجهة لترميم المناطق الضفية إلى الحفاظ على أنواع حيوانية ذات أهمية مثل خنفساء وادي الخمان طويلة القرون في وسط ولاية كاليفورنيا، إذ تعتمد هذه الخنفساء على نوع من الأشجار التي تنمو في المناطق الضفية (الخمان الأزرق المسمى بسامبوكوس ميكسيكانا) التي تعتبر النبات المضيف الوحيد لها. عندما تستهدف جهود الاستعادة هذه الأنواع الرئيسية، تصبح مراعاة احتياجات الأنواع الفردية أمرًا مهمًا لضمان نجاح عملية الاستعادة (على سبيل المثال، الحد الأدنى لعرض أو حجم الكساء النباتي الضفي).

### تصورات النظام البيئي
قد تفشل عمليات الاستعادة عندما لا تعاد تهيئة ظروف النظام البيئي بشكل مناسب، مثل خصائص التربة (الملوحة أو درجة الحموضة أو الكائنات الحية المفيدة للتربة وما إلى ذلك)، أو مناسيب المياه السطحية والجوفية أو نظم التدفق. وبالتالي، تعتمد عملية الاستعادة الناجحة على مراعاة العوامل الحيوية وغير الحيوية. ومن الأمثلة على ذلك، يمكن لاستعادة الكائنات الحية في التربة كالفطريات التكافلية واللافقاريات والكائنات الحية المجهرية أن تحسن من حركة تدوير العناصر الغذائية. قد تكون استعادة العمليات الطبيعية مطلبًا أساسيًا لإنشاء مجتمعات ضفية صحية. وفي نهاية المطاف، قد تكون مجموعة النهج التي تطلب مراعاة لأسباب التدهور، وتركيزًا على علم المياه، وإعادة هيكلة الكساء النباتي، وأشكال الحياة الأخرى، أكثر النهج فعالية في ترميم المناطق الضفية.